# Zubřina
Zubřina je pravostranný přítok řeky Radbuzy v okrese Domažlice v Plzeňském kraji. Délka říčky činí 33,2 km. Plocha povodí měří 213,7 km².

## Průběh toku
Říčka pramení západně od obce Pelechy v nadmořské výšce 552 m. Nejprve teče na severozápad k Pasečnici, kde zadržuje její vody Pasečnický rybník. Od hráze rybníka směřuje tok na sever, protéká přírodním parkem Zelenov. Zhruba na 30 říčním kilometru vtéká do lesa, kde napájí Strakovský a Zelenovský rybník. Po opuštění lesa a přírodního parku přijímá zleva náhon, který přivádí vody z Teplé Bystřice patřící do povodí Dunaje. Pod ústím náhonu překonává Zubřinu železniční trať č. 180, která odtud sleduje tok říčky až k jejímu ústí do Radbuzy. Po dalším zhruba kilometru protéká Zubřina Havlovicemi, od nichž směřuje na východ k Domažlicím. Od Domažlic teče na severovýchod k osadě Radonice, kde se obrací na severozápad k obci Milavče, od níž se klikatí na sever k Nahošicím a Blížejovu. Od Blížejova proudí převážně severovýchodním směrem. Dále protéká severním okrajem Přívozce, Chotiměří a Osvračínem, v jehož okolí je koryto řeky napřímeno. Na posledních dvou kilometrech říčka vytváří četné zákruty. Do Radbuzy se vlévá na 53,0 říčním kilometru u jihozápadního okraje Staňkova v nadmořské výšce 355 m.

### Větší přítoky
- náhon Teplé Bystřice, zleva, ř. km 28,1[3]
- Od Valchy, zleva, ř. km 27,7[3]
- Tlumačovský potok, zprava, ř. km 20,7[4]
- Zahořanský potok, zprava, ř. km 17,1[5]
- Hradišťský potok, zprava, ř. km 6,6[6]
- Dravý potok, zprava, ř. km 4,7[7]

## Vodní režim
Průměrný průtok Zubřiny u ústí činí 1,18 m³/s.

## Mlýny
Mlýny jsou seřazeny po směru toku řeky.
- Mlýn v Nové Pasečnici
- Váchalův mlýn – Domažlice
- Ludvíkův mlýn – Domažlice, zanikl
- Kellnerův mlýn – Domažlice, zanikl
- Vodní mlýn Paseka – Hlohová, kulturní památka

## Fotogalerie

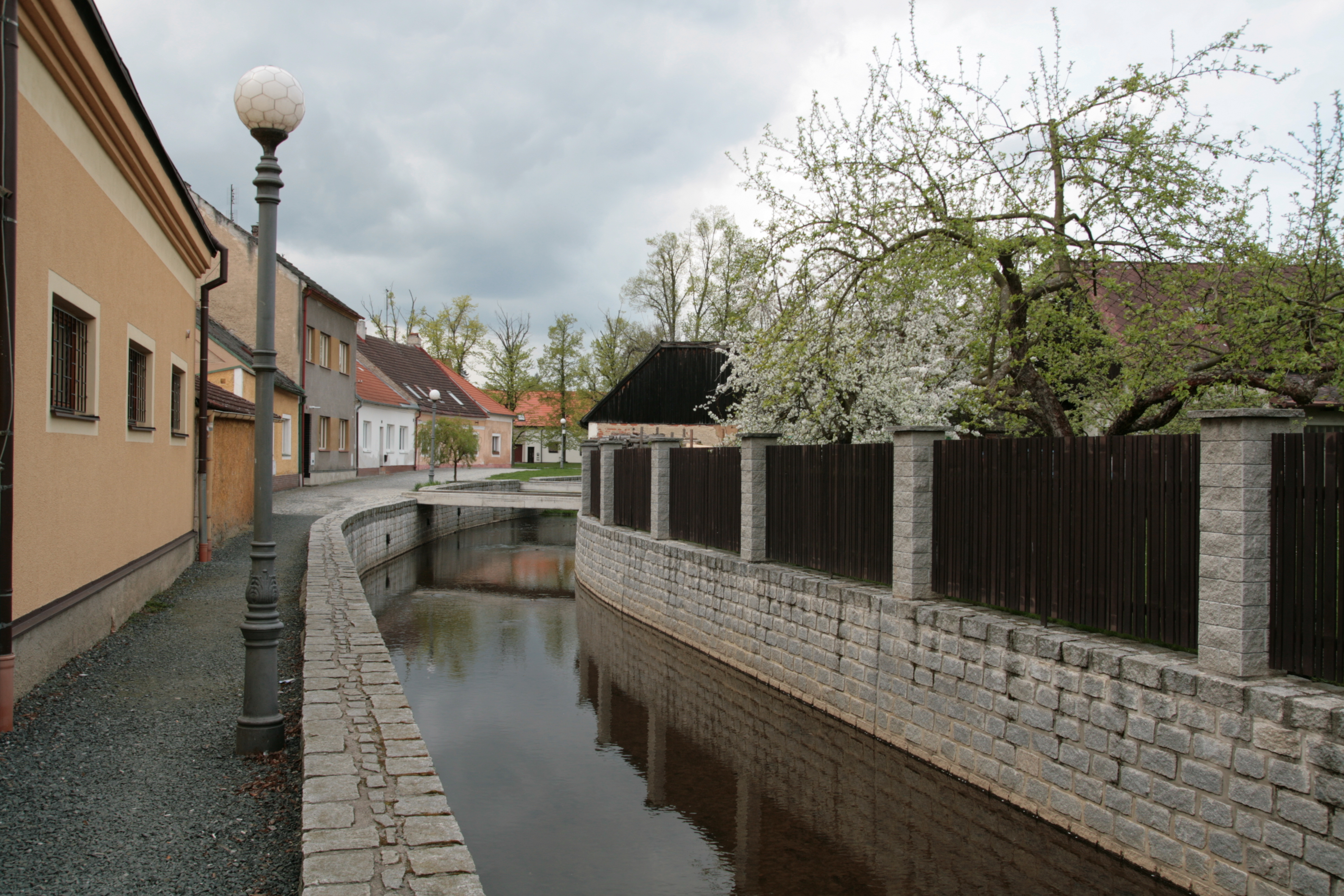
Zubřina u Chodské ulice v Domažlicích
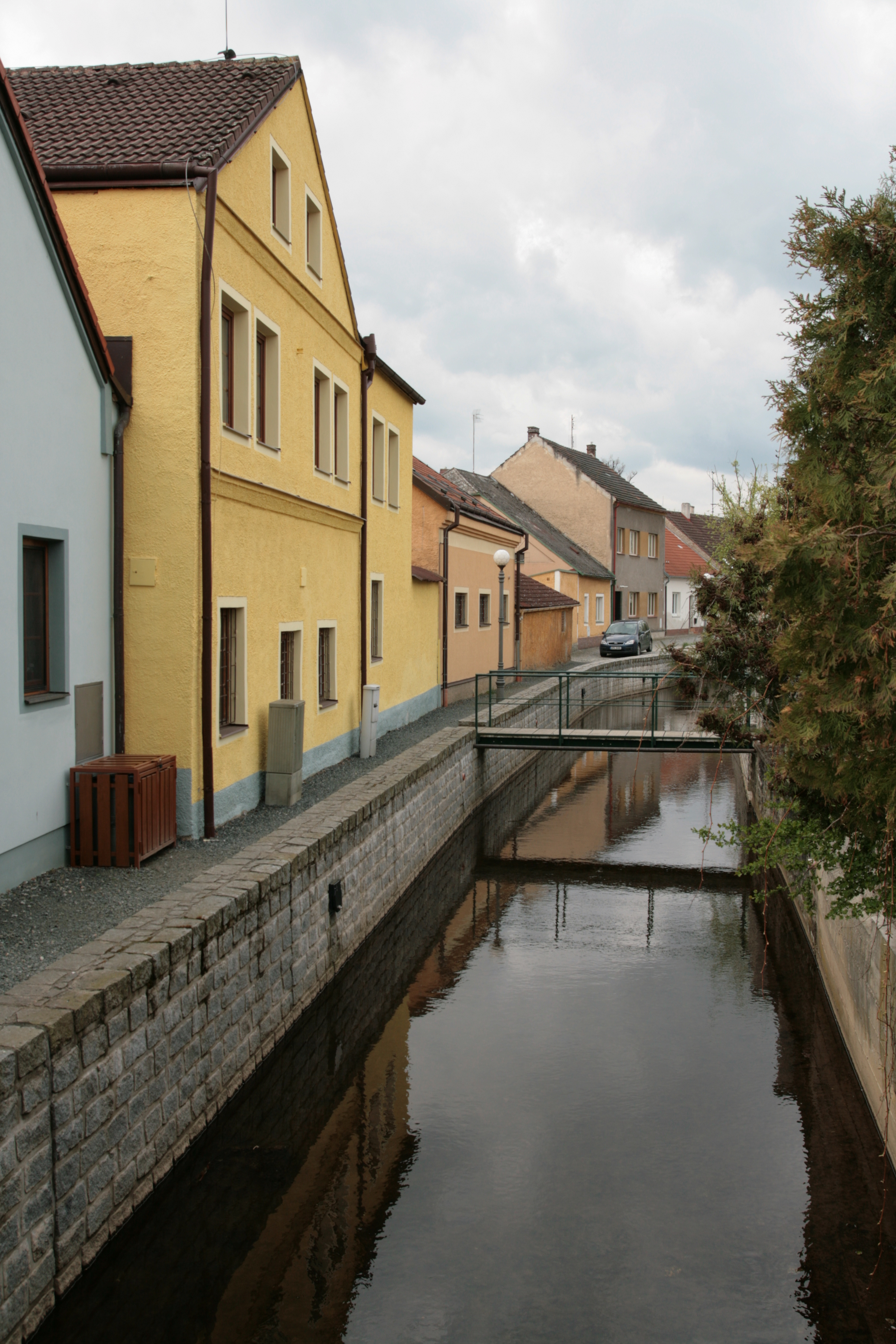
Zubřina u Chodské ulice v Domažlicích
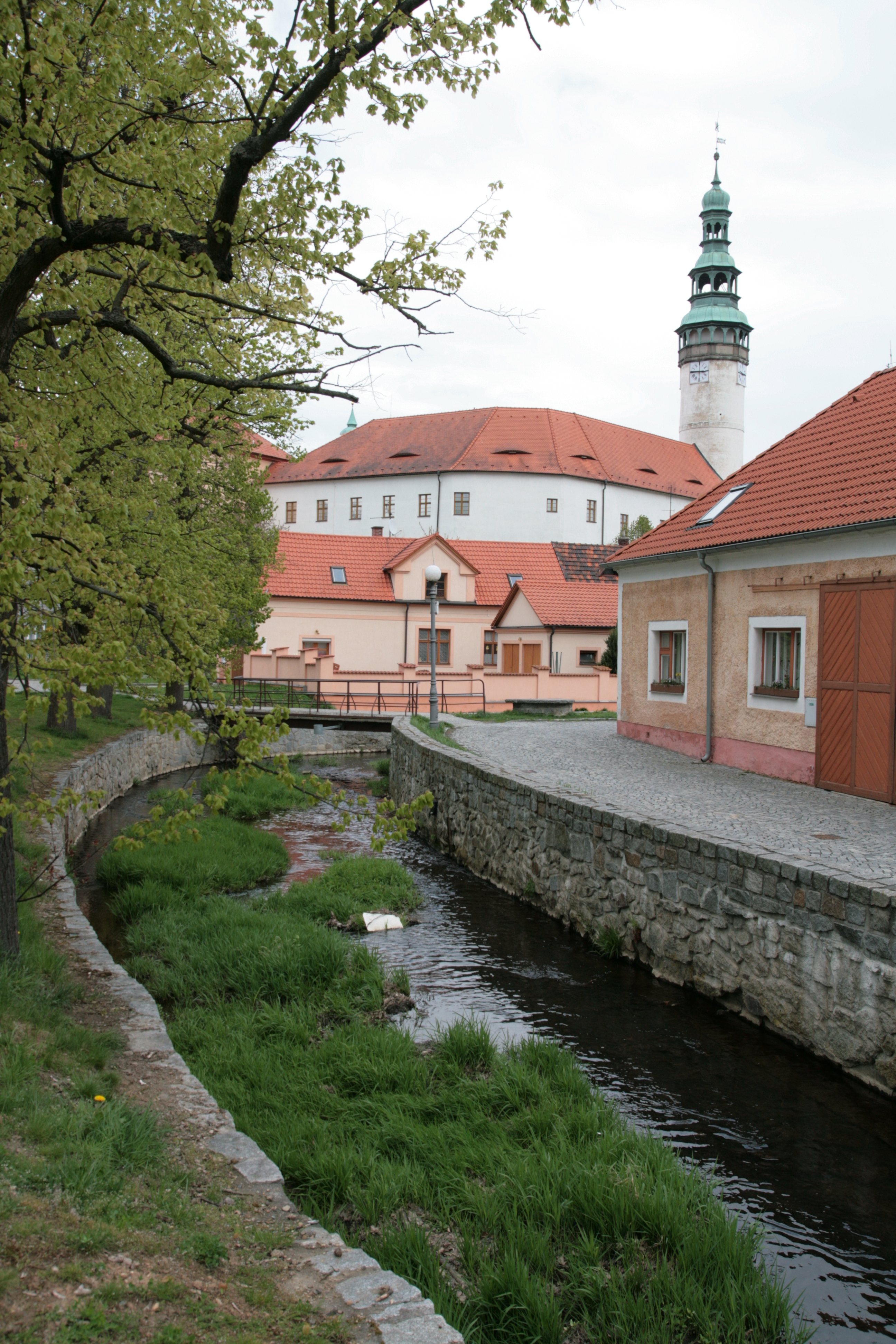
Zubřina u ulice Na Ostrůvku a Chodský hrad
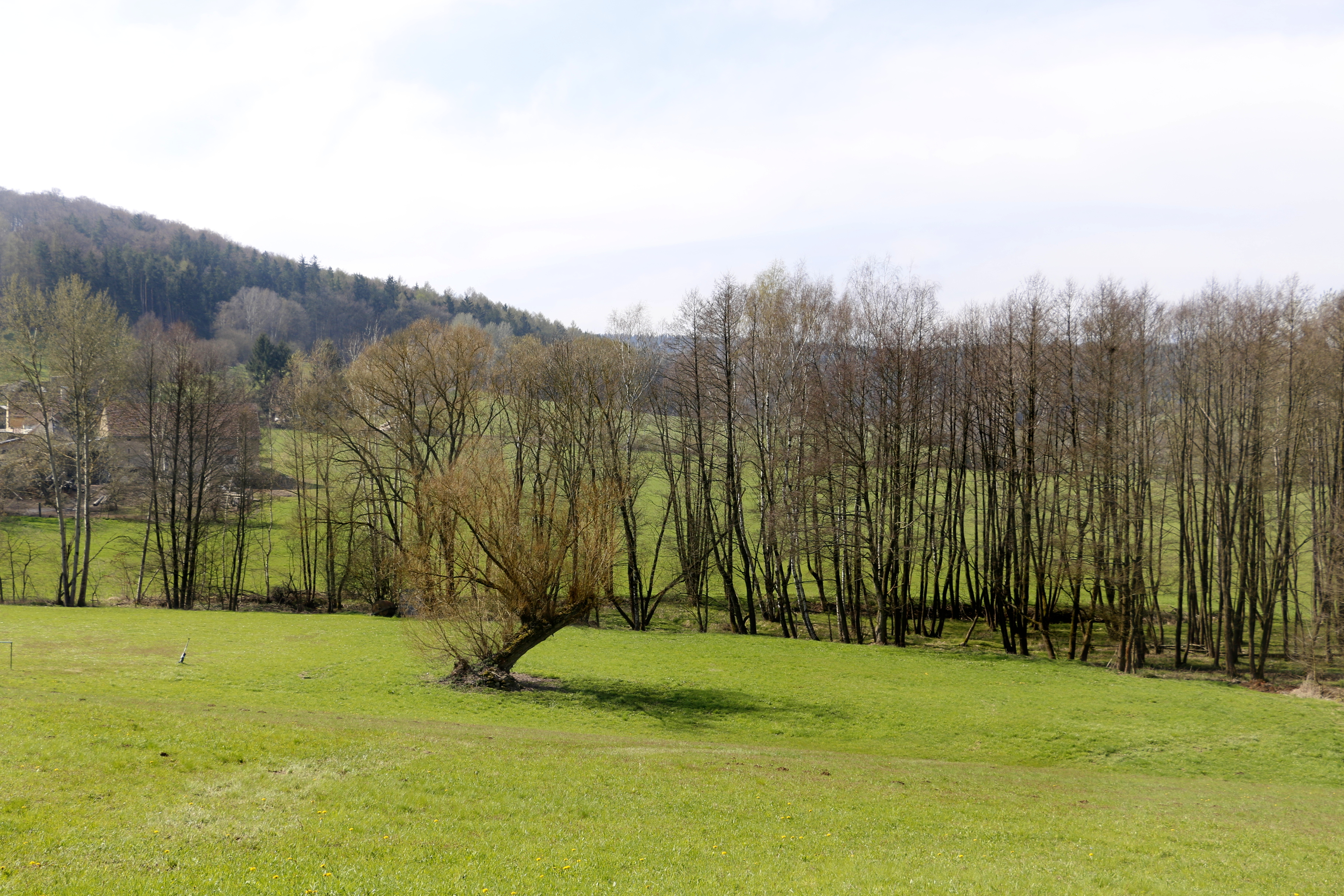
Údolí Zubřiny v Nové Pasečnici
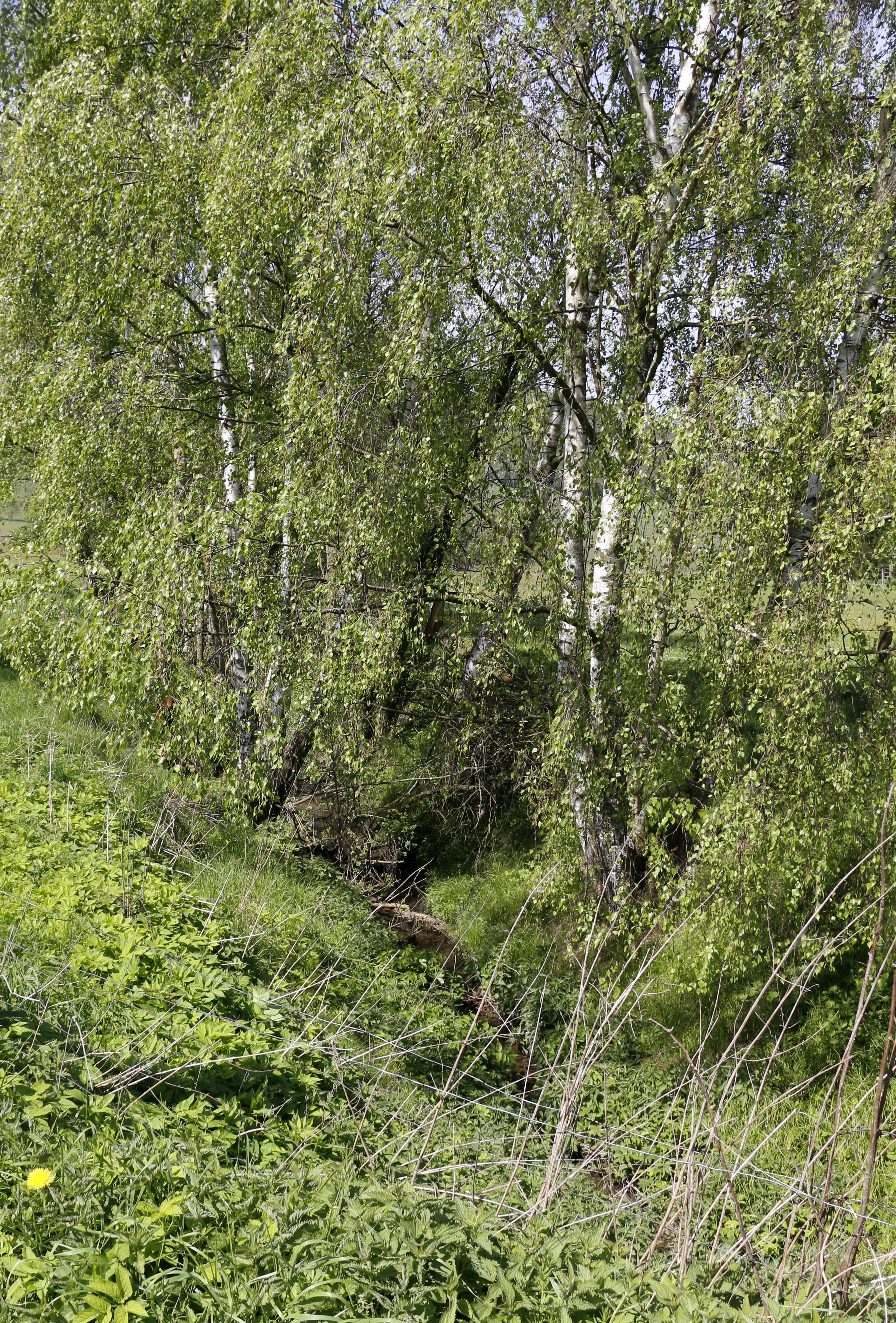
Zubřina u pramene v obci Pelechy